# المدرسة الفرنسية العالمية (جدة)
المدرسة الفرنسیة العالمیة هي مدرسة فرنسية دولية تقع في مدينة جدة، المملكة العربية السعودية. تأسست المدرسة في عام 1966. تدرس جميع الفئات العمرية من الإبتدائية إلى الثانوية. المنهج التعليمي للمدرسة يقوم على المنهج الفرنسي وكذلك المنهج الموضوع من قبل وزارة التعليم السعودية للمادتين (العربية والإسلامية).

## الروابط الخارجية
1. 1 2  "Ecole française internationale de Djeddah" (Archive). Embassy of France in Saudi Arabia. Retrieved on March 23, 2015. نسخة محفوظة 29 نوفمبر 2016 على موقع واي باك مشين.

- (بالفرنسية) École Française Internationale de Djeddah
- École Française Internationale de Djeddah (Archive)